# Przypis

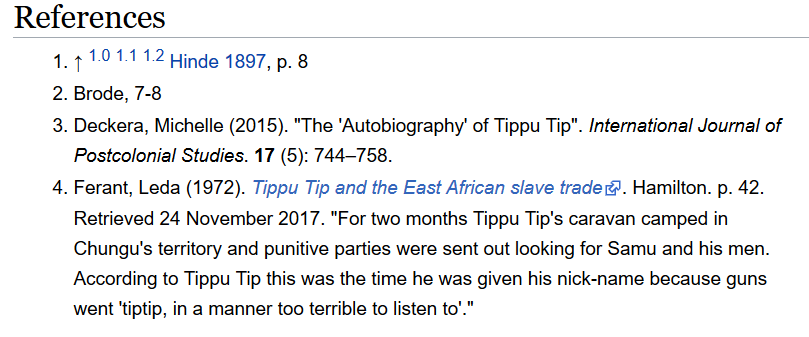
Zrzut ekranu przedstawiający przypisy w artykule Wikipedii

Przypisy – wydzielone fragmenty tekstu w publikacji, powiązane z tekstem głównym za pomocą odsyłaczy. Odnoszą się do poszczególnych wyrazów, zwrotów i fragmentów tekstu głównego. Stanowią uboczny lub pomocniczy nurt rozważań albo wskazują dodatkowe informacje o danym fragmencie utworu.
W pracach akademickich oraz naukowych dyscyplin z dominującym systemem przypisów harwardzkich lub vancouverskim funkcję przypisów bibliograficznych spełnia bibliografia załącznikowa. Umieszczane są w niej wyłącznie te pozycje, do których istnieją odwołania w tekście. Odwołania te mogą być realizowane w systemie autor-numer (Vancouver system) albo autor-rok (Harvard system).

## Przeznaczenie przypisów
W przypisach zawarte są zazwyczaj komentarze, dygresje, objaśnienia terminów fachowych, dane biograficzne, informacje o mniej istotnych zjawiskach, wydarzeniach, poglądach czy problemach, często też informacje o innych pracach. Umieszczane są przede wszystkim przez autora tekstu, ale też przez jego redaktorów, tłumaczy i wydawców.
Mają na celu ułatwienie korzystania z publikacji przez czytelników, zachowanie klarowności tekstu podstawowego, a także umożliwienie i czytelnikom i badaczom sprawdzenie stanowiska autora pracy wobec przedmiotu publikacji oraz literatury przedmiotu.
Przypisy są stosowane wszędzie tam, gdzie podaje się cytaty lub dane pochodzące z badań. Brak przypisu w takiej sytuacji traktuje się jako plagiat.

## Tworzenie przypisów
Przypisy są oznaczane w tekście głównym odsyłaczem, zwykle numerem z cyfr arabskich lub znacznie rzadziej rzymskich (występuje też oznaczanie za pomocą gwiazdek lub innych znaków), do tekstu przypisu, a sam przypis jest oznaczony tym samym symbolem. Numerowanie może być ciągłe (każdy kolejny przypis zyskuje następny numer, niezależnie od tego, na której stronie się pojawia) lub numeracja jest wznawiana na każdej stronie lub w każdym rozdziale od początku. Zgodnie z polską praktyką typograficzną odsyłacz w tekście głównym jest umieszczany przed znakiem interpunkcyjnym lub spacją.
W edytorach tekstu, programach DTP przypisy są automatycznie przenumerowywane za każdym razem, gdy zmieni się zawartość dokumentu. Pozwala to bez zbędnego nakładu pracy zachować aktualność numeracji.  
W opisie bibliograficznym występującym w przypisach podaje się dokładnie nazwiska autorów, tytuły publikacji, daty i miejsca ich wydania, a także strony w publikacji, skąd pochodzi dana myśl lub konkretny cytat.
Zgodnie z zaleceniem z literatury przedmiotu (np. Adama Wolańskiego) nie należy tworzyć przypisu do przypisu (czyli stosować zagnieżdżania), a ewentualną treść umieścić w nawiasie po tekście komentowanym.

## Rodzaje przypisów
Ze względu na miejsce ich umieszczenia wyróżnia się:
- przypis dolny – najczęściej spotykana forma przypisu pojawiającego się na tej samej stronie publikacji co treść, do której się odnosi, poniżej pola tekstu ograniczonego separatorem mającym zwykle postać cienkiej, poziomej linii,
- przypis końcowy – tworzony i numerowany niezależnie od przypisów dolnych, mający zazwyczaj charakter dygresji, nieco luźniej związanych z dokumentem niż przypisy dolne i umieszczany na końcu rozdziału, sekcji lub całego dokumentu (publikacji).

Na stronach internetowych przypisy umieszcza się na dole strony, co w zależności od struktury takiej publikacji pozwala na traktowanie ich jako przypisów dolnych lub końcowych. Początkowo (w rękopisach i starodrukach) przypisy umieszczane były na zewnętrznych marginesach przy tekście głównym, którego dotyczyły. W epoce maszyny do pisania umieszczanie przypisów na dole strony było bardzo niewygodne – trudno było odgadnąć, kiedy przestać pisać tekst główny i zacząć przypisy. Wtedy wymyślono prostszy w wykonaniu sposób – zbierano wszystkie przypisy i umieszczano je na końcu tekstu. Jednak przypisy końcowe są trudno dostępne dla czytelnika, stąd większość czytelników je pomija. Znacznie łatwiejsze w czytaniu są przypisy dolne. 
Ze względu na treść i pełnioną funkcję wyróżnia się przypisy:
- rzeczowe – pozwalające na objaśnianie, komentowanie i poszerzanie odnośnego tekstu,
- terminologiczne (słownikowe) – ujmujące interpretacje i tłumaczenia użytych zwrotów w językach obcych oraz terminów specjalistycznych, przy czym mogą takie przypisy mieć postać słownikowych prostych lub rozwiniętych, ponadto w publikacjach zawierających słownik takich przypisów nie stosuje się,
- bibliograficzne – podające praktycznie zgodny z odpowiednimi normami[4] bibliograficzny opis źródeł, a więc dokumentów piśmienniczych (w postaci papierowej i elektronicznej), z których są zaczerpnięte cytaty lub inne dane umieszczone w tekście publikacji, przy czym każda taka pozycja może być poszerzona o komentarz,
- informacyjne – zawierające wskazówki ułatwiające czytelnikowi korzystanie z publikacji, jak np. przez podanie, że zawiera słownik, dodatki, rozwiązania zadań itd.

Podana klasyfikacja jest zaczerpnięta z pracy Barbary Osuchowskiej (przy czym znaczeniowo i funkcjonalnie przypisy rzeczowe i informacyjne są zbliżone), taką samą podaje Adam Wolański (choć wymienia przypisy słownikowe, a nie terminologiczne), natomiast Robert Chwałowski wymienia trzy rodzaje: rzeczowe, słownikowe (czyli powyższe terminologiczne) oraz bibliograficzne, a nie wskazuje informacyjnych.
Za starszą literaturą można rozróżniać kilka typów przypisów rzeczowych, jak to:
- źródłowe zwykłe – wskazujące, skąd pochodzi informacja lub gdzie jest zawarty dany pogląd,
- źródłowe rozszerzone – zawierające obok wskazania źródła także poglądy autora, najczęściej w postaci cytatu,
- odsyłające – informujące o danej kwestii i miejscach, gdzie można porównać sąd autora z opiniami innych,
- polemiczne – odnoszące się do polemiki z omówionymi poglądami, gdy wyjaśnia się, dlaczego jeden z wielu sądów na dany temat został wybrany,
- dygresyjne – podające uwagi niezwiązane bezpośrednio z tematem i nasuwające się na marginesie zagadnienia.